# Педру Барбоза
Педру Барбоза (порт. Pedro Barbosa, нар. 6 серпня 1970, Гондомар) — португальський футболіст, півзахисник.

## Клубна кар'єра
Народився 6 серпня 1970 року в місті Гондомар. Вихованець футбольної школи клубу «Порту».
У дорослому футболі дебютував у 1989 році виступами за команду клубу «Фреамунде», в якій провів два сезони, взявши участь у 54 матчах чемпіонату.
Своєю грою за цю команду привернув увагу представників тренерського штабу клубу «Віторія» (Гімарайнш), до складу якого приєднався у 1991 році. Відіграв за клуб з Гімарайнша наступні чотири сезони своєї ігрової кар'єри. Більшість часу, проведеного у складі «Віторії», був гравцем основного складу команди.
У 1995 році перейшов до лісабонського «Спортінга», за який відіграв 10 сезонів. Граючи у складі «Спортінга», також здебільшого виходив на поле в основному складі команди. Завершив професійну кар'єру футболіста виступами за команду «Спортінг» (Лісабон) у 2005 році.

## Виступи за збірну
У 1992 році дебютував в офіційних матчах у складі національної збірної Португалії. Протягом кар'єри у національній команді, яка тривала 11 років, провів у формі головної команди країни лише 22 матчі, забивши 5 голів.
У складі збірної був учасником чемпіонату Європи 1996 року в Англії, а також чемпіонату світу 2002 року в Японії і Південній Кореї.

## Титули і досягнення
- Чемпіон Португалії (2):

«Спортінг»: 1999-2000, 2001-02
- Володар Кубка Португалії (1):

«Спортінг»: 2001-02
- Володар Суперкубка Португалії (3):

«Спортінг»: 1995, 2000, 2002